# レオナルド・サルト
レオナルド・サルト（Leonardo Sarto、1992年1月15日 - ）は、イタリアのラグビーユニオン選手。

## プロフィール
- イタリア・ゼーヴィオ出身[1]。
- 現役時代のポジションはウィング(WTB)。
- 身長 192cm、体重 93kg
- 兄のヤコポは元ラグビー選手。
- U20イタリア代表に選ばれたことがある。
- イタリア代表キャップは35（2025年5月現在）でラグビーワールドカップ2015のイタリア代表に選ばれた[2]。

## 略歴
ゼブレ、グラスゴー・ウォリアーズ、レスター・タイガース、ベネットン、ロヴィーゴ・デルタを経て、2024年、モグリアーノに加入。